# Ochthebius turcicus
Ochthebius turcicus är en skalbaggsart som beskrevs av Manfred A. Jäch 1989. Ochthebius turcicus ingår i släktet Ochthebius och familjen vattenbrynsbaggar. Inga underarter finns listade i Catalogue of Life.